# Omagh

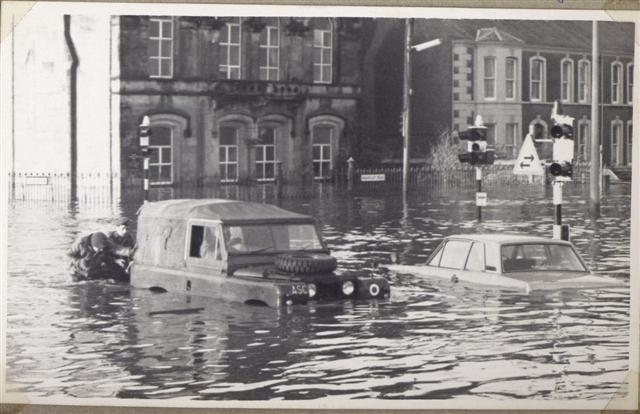
Omagh während der Flutkatastrophe 1969

Omagh (irisch: An Ómaigh, auch Oigh magh „Sitz der Häuptlinge“) ist eine Stadt in Nordirland. Sie liegt etwa 50 km südlich von Derry City und 80 km westlich von Belfast und hatte 2011 19.682 Einwohner. Sie war die Hauptstadt der historischen Grafschaft Tyrone in Ulster und ist nunmehr einer der beiden Verwaltungssitze des Distrikts Fermanagh and Omagh.

## Geschichte
Das Gebiet um Omagh ist seit Jahrtausenden besiedelt. Der älteste Beleg für einen Bauernhof der jungsteinzeitlichen Bewohner stammt vom Wohnplatz bei Ballynagilly und wird auf 3700 v. Chr. datiert. Hier spielt auch eine mythologische Erzählung um Fionn mac Cumhaills Tochter Gráinne. Im Jahr 792 erfolgte die Gründung einer Abtei. 
Am 15. August 1998 verübte die Real IRA auf der Market Street einen Bombenanschlag mit 29 Todesopfern (und zwei ungeborenen Babys) und über 200 Verletzten. Bei keinem anderen Anschlag im Nordirlandkonflikt gab es mehr Opfer.
Bei einem Anschlag im März 2009 wurden zwei britische Soldaten getötet. Im April 2010 gab es bei einem Autobombenanschlag einen Verletzten. Am 2. April 2011 wurde in Omagh ein Bombenanschlag verübt, bei dem ein nordirischer Polizist ums Leben kam.

## Tourismus
Von touristischem Interesse ist besonders die Lachsfischerei in den Flüssen Drumragh und Camowen, die sich in der Stadt zum River Strule vereinigen, der trotz Schutzwänden regelmäßig über die Ufer tritt und dabei mehr oder weniger heftige Überschwemmungen verursacht. Nördlich der Stadt liegen die Sperrin Mountains, ein beliebtes Wandergebiet. Hier liegt im Gortin Glen der Ulster History Park (seit 2004 geschlossen) und weiter westlich der Ulster-American Folk Park, beides Freilichtmuseen.
Im Touristeninformationszentrum An Creagan Visitor Centre und im Museum Sperrin Heritage Centre können sich Besucher über die Geschichte und Mythen der Stadt informieren.

## Persönlichkeiten
- Jimmy Kennedy (1902–1984), Liedtexter
- Hugh Caulfield Hamilton (1905–1934), Automobilrennfahrer
- Brian Friel (1929–2015), Dramatiker
- Martin McCauley (* 1934), britischer Historiker, Politikwissenschaftler und Hochschullehrer
- Jill Gallard (* 1968), britische Botschafterin in Berlin
- Sam Neill (* 1947), neuseeländischer Schauspieler
- Gerard McSorley (* 1950), Schauspieler
- Gerald Cavendish Grosvenor, 6. Duke of Westminster (1951–2016), Aristokrat und Unternehmer
- Vicky Ford (* 1967), Politikerin